# Extinction Rebellion
Extinction Rebellion (ofta förkortat XR) är ett internationellt systemkritiskt nätverk, med det uttalade syftet att använda ickevåldsmotstånd och civil olydnad för att driva igenom radikala åtgärder mot den globala uppvärmningen, möta förlusten av biologisk mångfald och minska risken för samhälls- och ekologisk kollaps. Inom XR finns Rebellmammorna som arbetar för samma mål genom lugna och känslosamma manifestationer och är måna om att arbeta under helt lagliga former.
XR, med rötter i miljörörelsen och den brittiska grenen av Occupy-rörelsen, startade 31 oktober 2018 när cirka 2 000 personer samlades i London och förklarade uppror mot den brittiska regeringen.  
Rörelsen etablerades i Sverige i och med de första aktionerna den 17 november 2018 i Göteborg och Stockholm, där bland annat Greta Thunberg och Stefan Sundström närvarade.

## Aktioner
Extinction Rebellion har genomfört flera aktioner, däribland blockader av gator och byggnader, hungerstrejker, gatuteater och ockupationer. Många demonstranter har arresterats för störande av allmän ordning och vandalism.
I mitten av april 2019 genomfördes aktionen "Shut Down London", där grupper blockerade flera olika kommunikationsmedel i London. Brittisk polis gjorde stora ingripanden.

## Nationella grupper

### Sverige
Extinction Rebellion etablerades i Sverige 2018, och har sedan dess spridit sig till flera platser i landet.
Rebellmammorna är en grupp inom XR Sverige som består mestadels av kvinnor som vill bilda opinion i klimatfrågan. Rebellmammorna bildades 2022 i Kirseberg i Malmö av Sara Nilsson Lööv, och har spridits internationellt under namnet Mother's rebellion. I april 2024 uppmärksammade gruppen Overshoot day genom att bära en fyra kilometer lång halsduk, stickad av 2667 kvinnor, genom Stockholm.

### Finland
I Finland omtalas rörelsen även inom svenskspråkiga medier ofta med sitt finska namn Elokapina (vilket betyder ungefär Livsupproret). Elokapinas uttalade mål är att Finlands regering ska att utlysa "ekologiskt nödtillstånd", underställa staten en form av direkt demokrati via "medborgarråd" och skapa nollutsläpp 2025. Den finländska regeringen siktar däremot på "nettonollutsläpp" 2035.

## Galleri

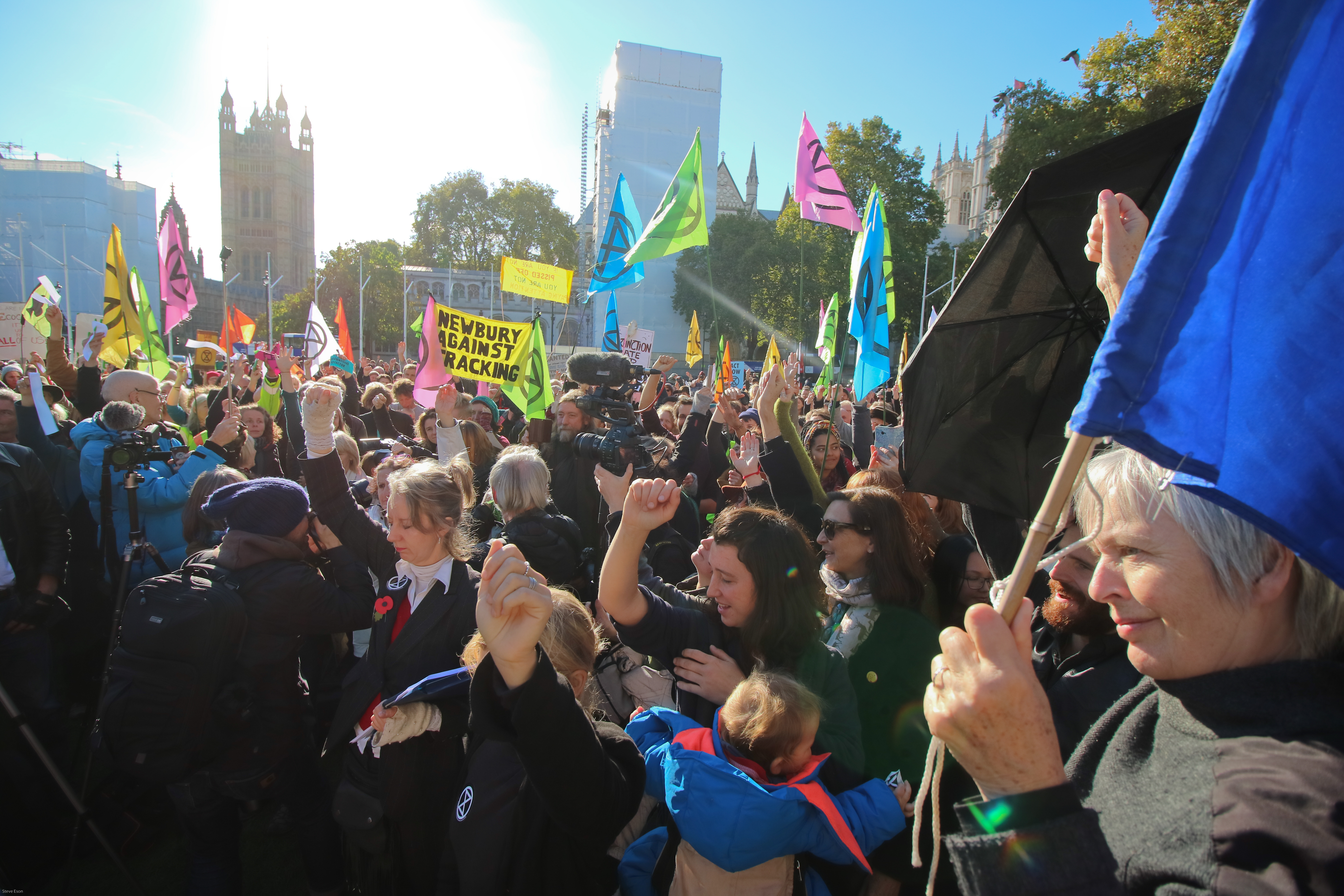
"Declaration of Rebellion" på Parliament Square i London, den 31 October 2018
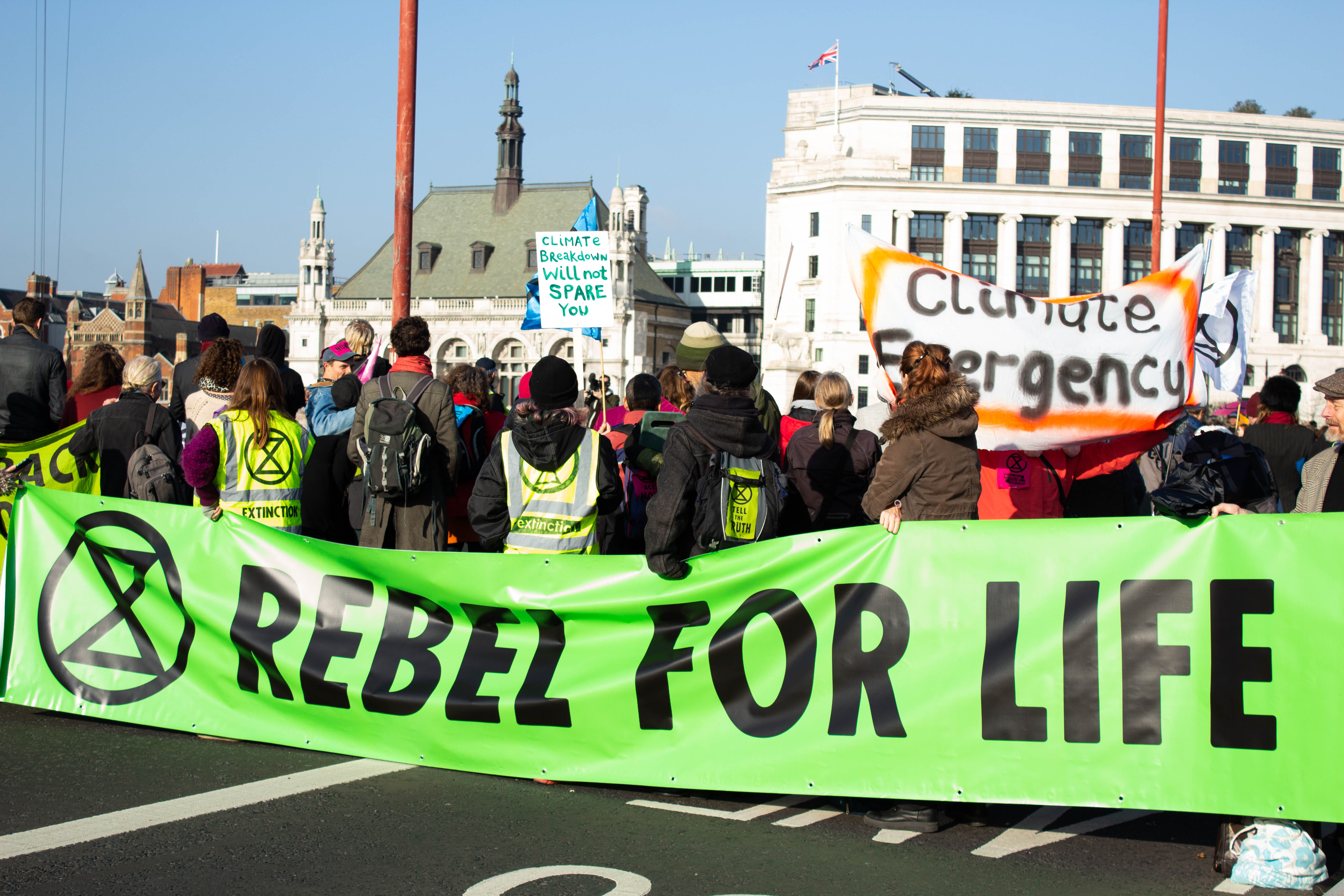
"Rebellion Day" på Blackfriars Bridge, den 17 november 2018
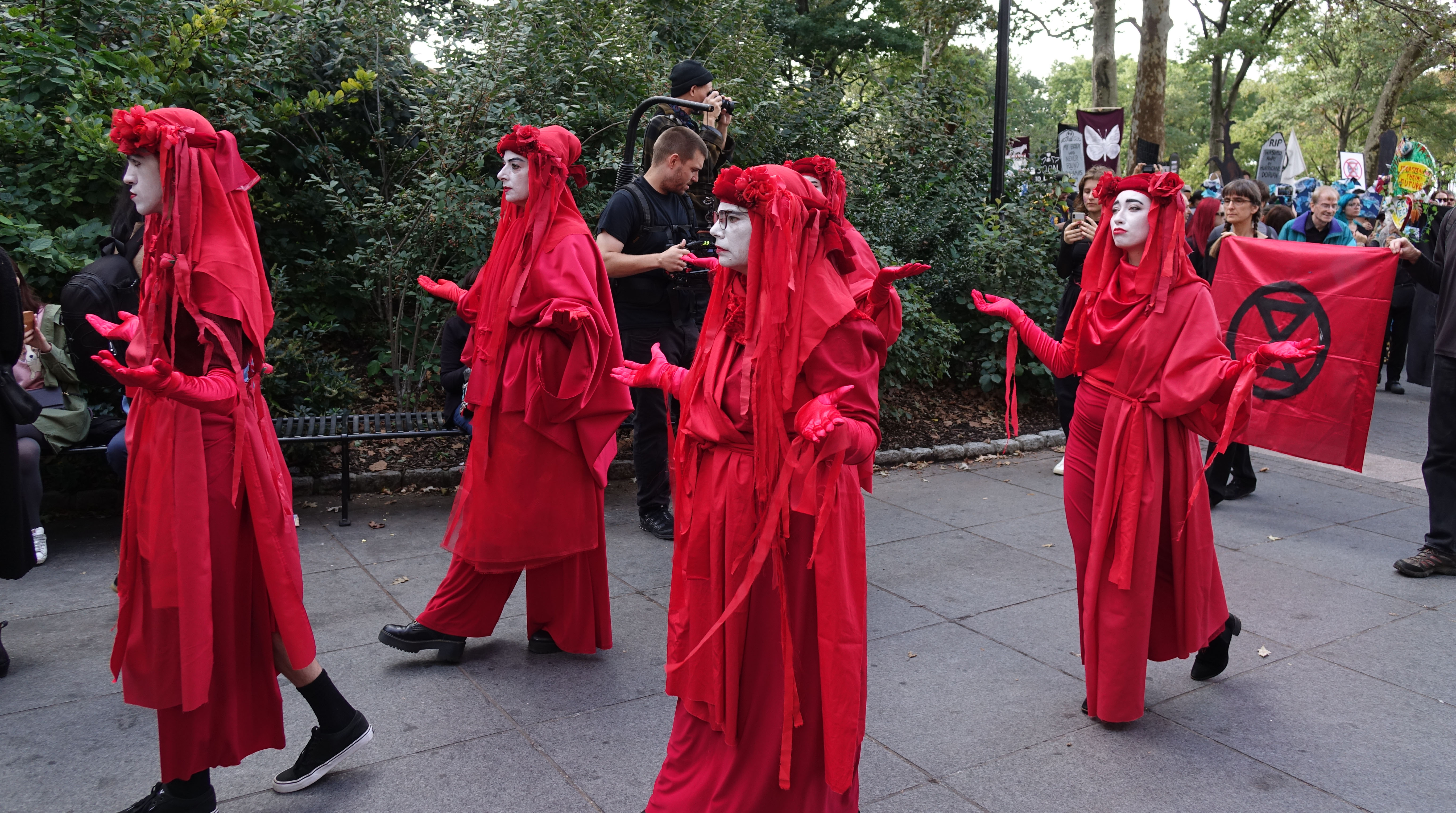
Gatuteater vid London Stock Exchange
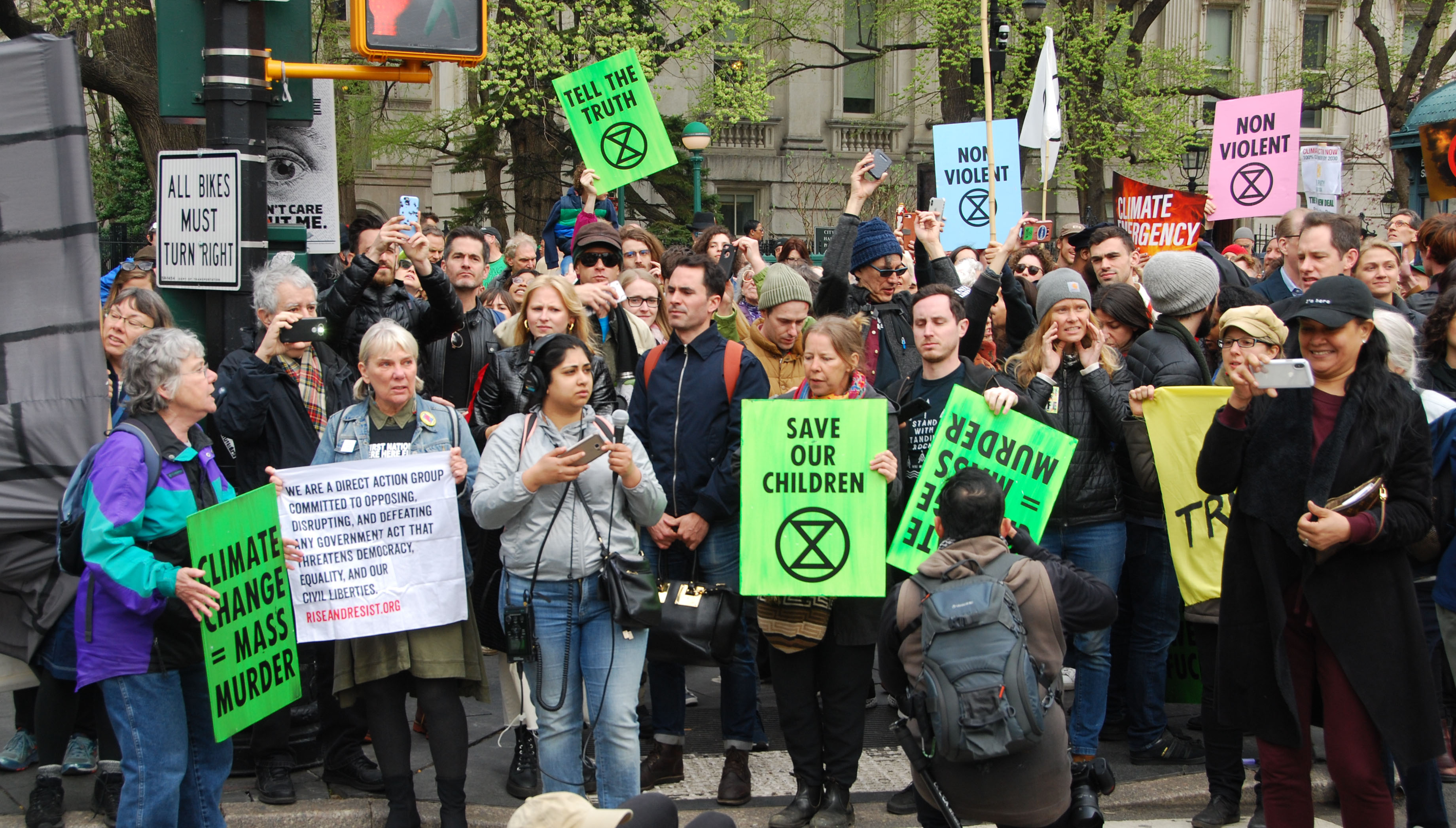
Die-in vid New York City Hall i New York, den 17 april 2019
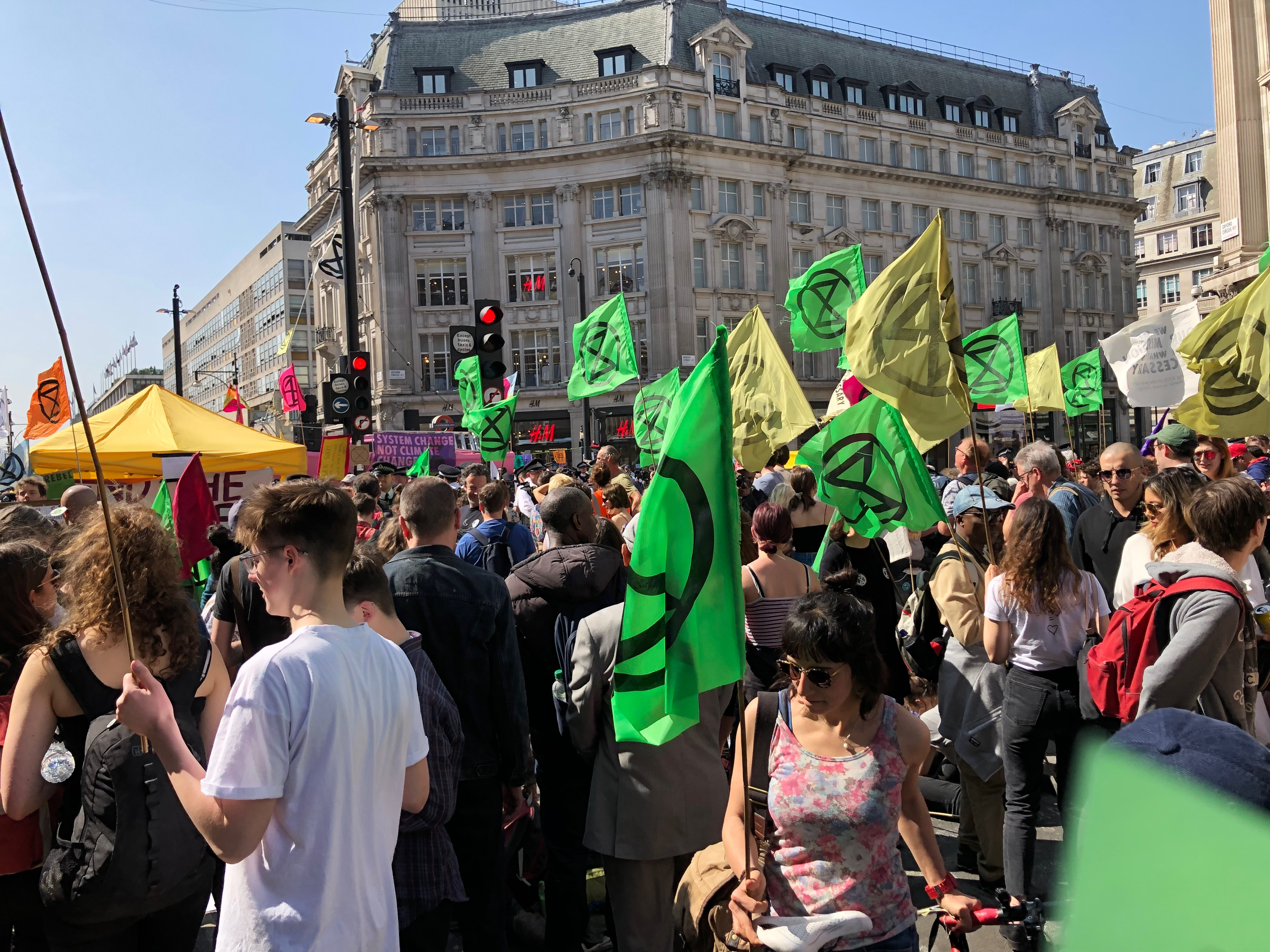
XR på Oxford Circus i London, den 19 april 2019
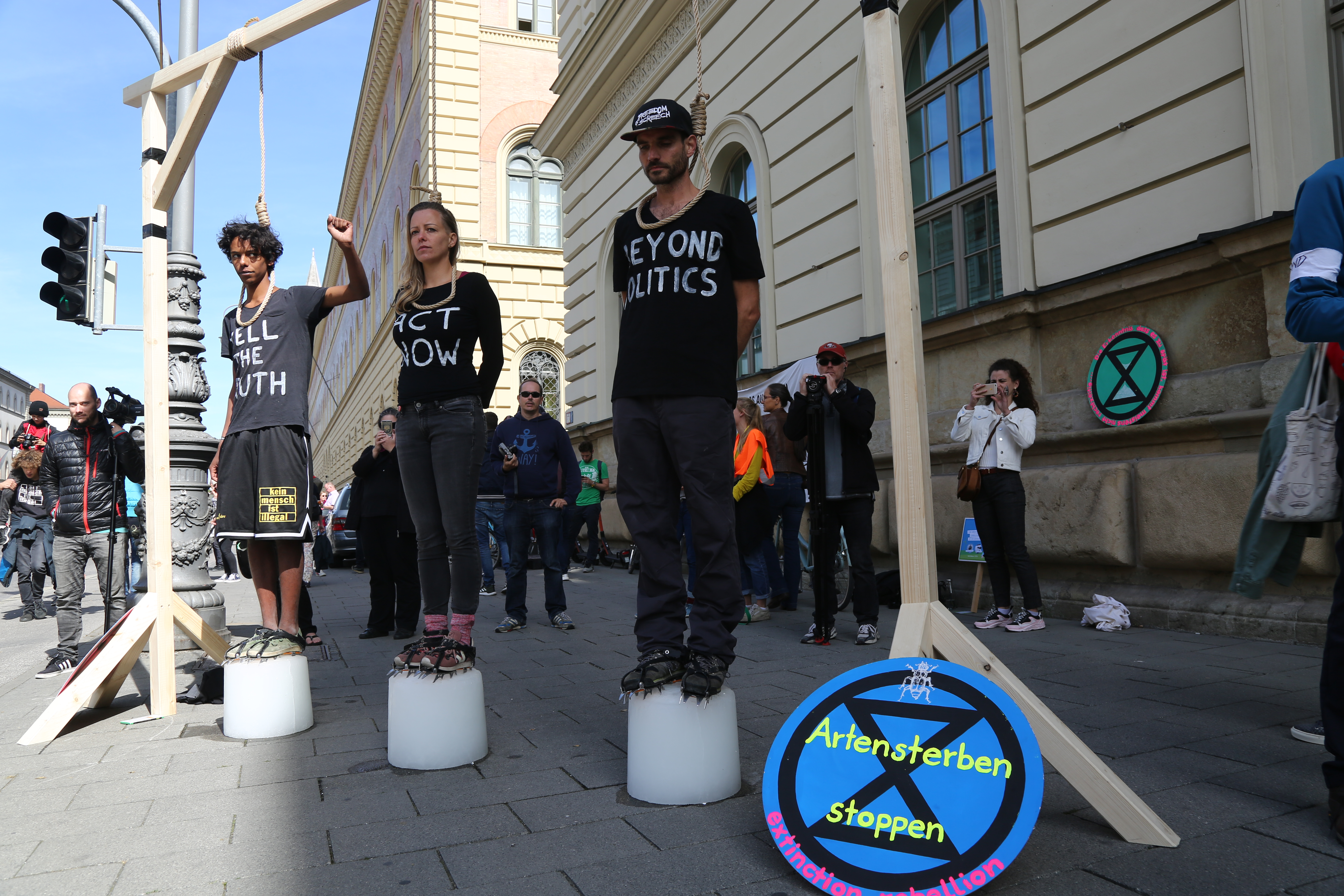
XR-aktivister i symboliska galgar. München i Tyskland den 20 september 2019
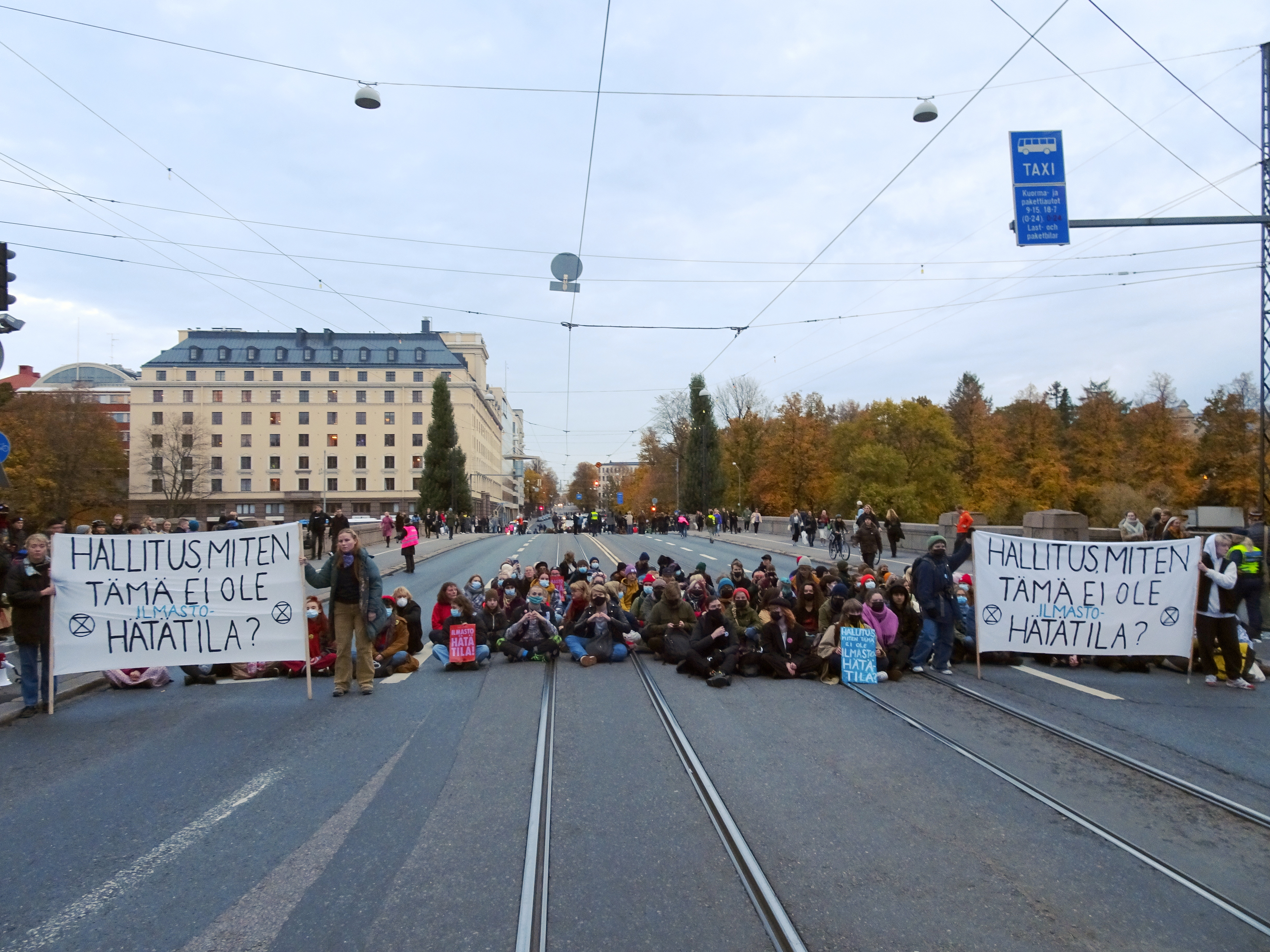
XR-aktivister på Långa bron i Helsingfors, Finland (2021).
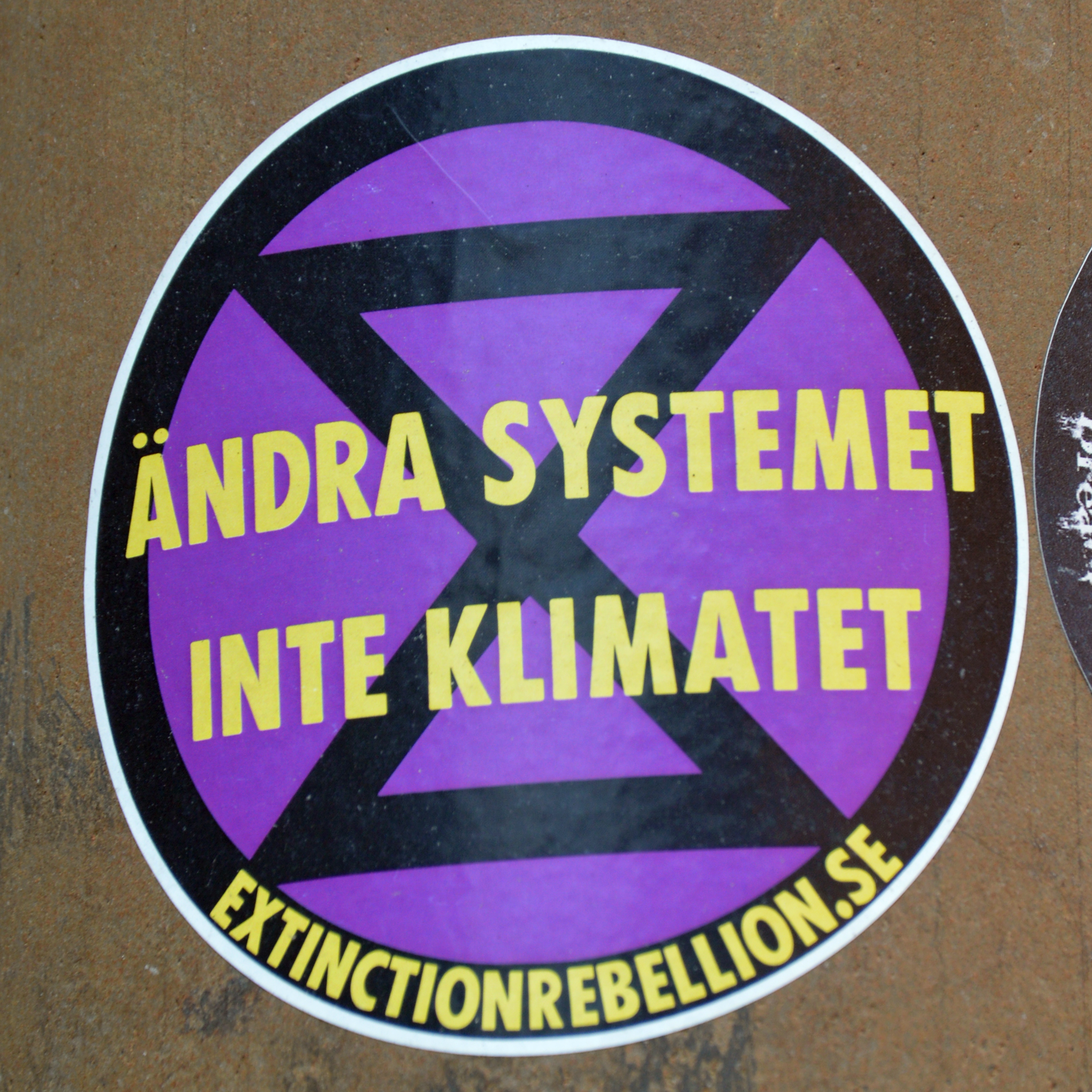
Extinction Rebellion klistermärke i Uppsala: "Ändra systemet inte klimatet".
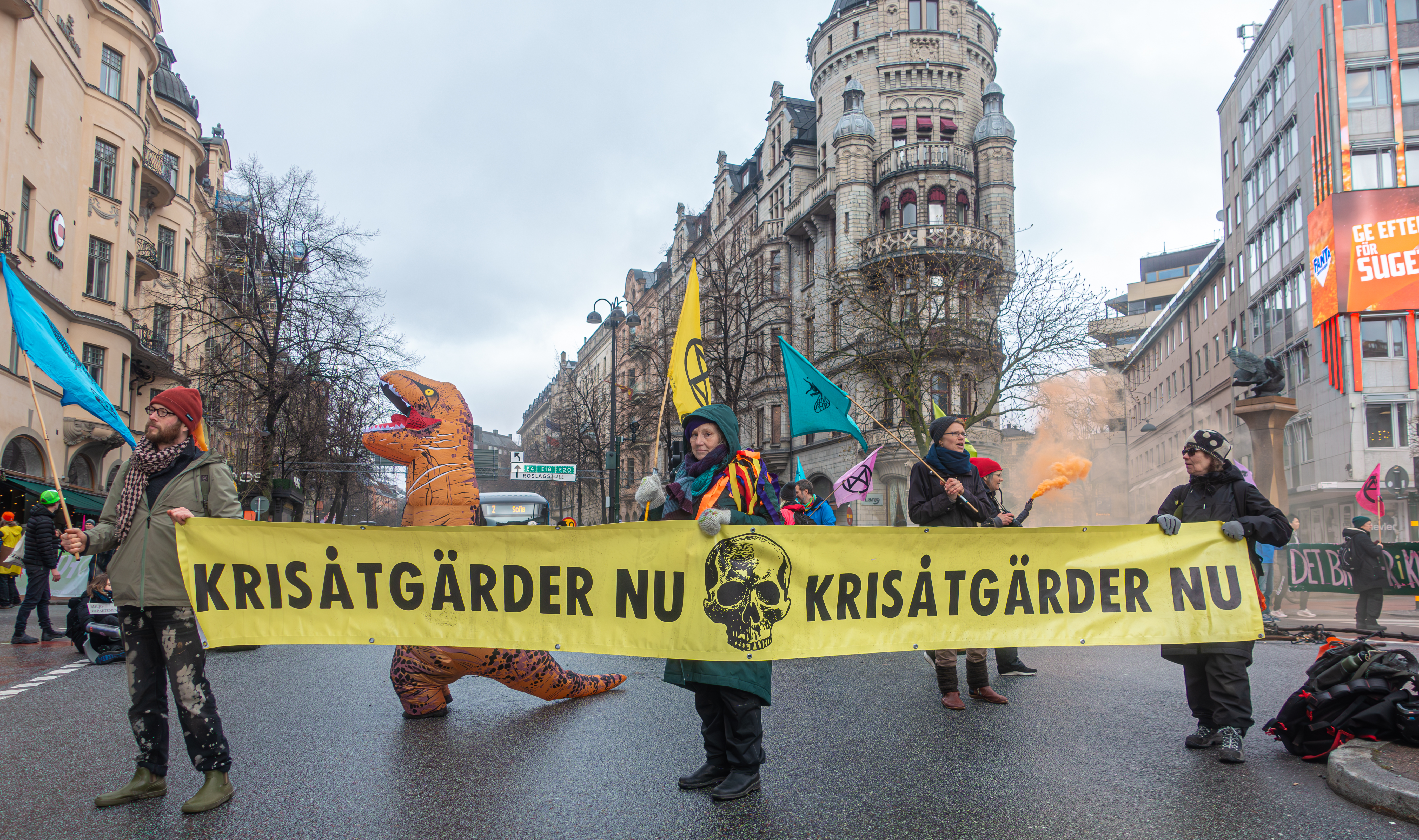
Extinction Rebellion Sverige i en klimataktion på Stureplan i centrala Stockholm i april 2024.